# Üllés
Üllés là một thị trấn thuộc hạt Csongrád, Hungary. Thị trấn này có diện tích 49,88 km², dân số năm 2010 là 3170 người, mật độ 64 người/km².